# أبو إسحاق الإلبيري
أَبُو إِسْحَاقَ إِبْرَاهِيمُ بنُ مَسْعُودِ بنِ سَعْدٍ التُجِيبِيُّ المعروف بالإِلْبِيرِيِّ (توفي بعد 459 هـ) شاعر أندلسي عاش في غرناطة ونظم أشعارًا في الزهد والحكمة، وله قصيدة مشهورة أنكر فيها على باديس بن حبوس صاحب غرناطة اتخاذه إسماعيل بن النغرالة اليهودي وزيرًا له، يقول في مطلعها:
فنفاه باديس إلى إلبيرة. أثارت قصيدة الإلبيري أهل غرناطة من صنهاجة فقتلوا يوسف بن النغريلة، وهو ابن الوزير إسماعيل، الذي خلف والده في المنصب بعد وفاته وفاة طبيعية.
لأبي إسحاق الإلبيري ديوان صغير، منه مخطوطة محفوظة في مكتبة الأسكوريال، منه في الزهد:
وله قصيدة شهيرة تسمى بـ منظومة الإلبيري أو تائية الإلبيري في ذكر العلم وفضله والحث عليه والعناية به يقول في مطلعها:

## روابط خارجية
- أبو إسحاق الإلبيري على موقع بوابة الشعراء
- أبو إسحاق الإلبيري على موقع موسوعة الديوان الشعرية